# Hannes Apfolterer

Hannes Apfolterer in Moskau (2016)

Hannes Apfolterer (* 16. Januar 1965 in Mayrhofen) ist ein österreichischer Klarinettist, Komponist und Militärkapellmeister.

## Leben
Hannes Apfolterer wuchs in Mayrhofen im Zillertal auf. Er erlernte bereits in frühester Kindheit das Klavier- und Klarinettenspiel. Im Alter von zehn Jahren trat er als Klarinettist in die Musikkapelle seines Heimatortes ein, ehe er mit achtzehn Jahren beim Europäischen Jugendmusikfest in Amsterdam eine Konzertprüfung zum Diamantenen Leistungsabzeichen des Europäischen Blasmusikverbandes absolvierte. Apfolterer, der mit sechzehn Jahren auch als außerordentlicher Hörer vom Innsbrucker Konservatorium angenommen worden war, leistete 1983 seinen Grundwehrdienst bei der Militärmusik Tirol, nahm ein ordentliches Studium der Komposition und ein Studium der Instrumentalpädagogik am Konservatorium Innsbruck auf und absolvierte 1990 – parallel zum Dienst in der Militärmusik Tirol – seine staatliche Lehrbefähigungsprüfung. Die Diplomprüfung im Hauptfach Klarinette schloss er mit ausgezeichnetem Erfolg ab. Daneben absolvierte er bei Musikdirektor Edgar Seipenbusch die Kapellmeisterschule. Als eingeteilter Musikmeister der Militärmusik Tirol bereitete er sich auf die Militärkapellmeisterprüfung vor, die er 1993 mit Auszeichnung ablegte. Anschließend wurde Leutnant Apfolterer 1994 als 2. Kapellmeister bei der Militärmusik Tirol diensteingeteilt. Im selben Jahr übernahm Apfolterer auch die Leitung der „Original Tiroler Kaiserjägermusik“.
1995 wurde Apfolterer Kapellmeister der Militärmusik Salzburg und seit 2001 leitet er die Militärmusik Tirol. Nachdem der Kapellmeister der Militärmusik Vorarlberg, Mjr. Karl Gamper, plötzlich und unerwartet am 1. August 2008 verstarb, übernahm Apfolterer interimistisch bis März 2010 auch die Leitung dieses Orchesters. Am 1. Juli 2015 wurde Kapellmeister Hannes Apfolterer zum Oberst befördert. Ebenso erhielt er 2015 den Berufstitel Professor. 2018 trat er als Leiter der „Original Tiroler Kaiserjägermusik“ zurück.
Er ist verheiratet und hat drei Kinder.

## Auszeichnungen
- 2009: Ehrenzeichen für Kunst und Kultur der Stadt Innsbruck[4]
- 2013: Ehrenzeichen „Nikolaj Rimskij-Korsakow“ des Militär-Orchesterdienstes der Streitkräfte der Russischen Föderation (verliehen von Waleri Chalilow)
- 2014: Verdienstkreuz des Landes Tirol[4]

## Werk
Apfolterer trat in frühen Jahren als Solist europaweit in Erscheinung und begann ab dem zwanzigsten Lebensjahr, ernsthaft zu komponieren. Neben vielen Gebrauchskompositionen für den Alltag der Militärmusik komponiert er vor allem Militärmärsche im altösterreichischen Stil sowie Blasmusikfantasien.
Sein bekanntestes Werk ist der europaweit von Militärkapellen gespielte Edelweiß-Marsch.
Seine Kompositionen drehen sich hauptsächlich um die österreichische Militärmusik, sowohl im historischen Sinn als auch mit Gegenwartsbezügen. Apfolterer versucht seine Werke bzw. Bearbeitungen so authentisch wie nur möglich zu gestalten, dem Original möglichst nahezukommen. Beim Edelweiß-Konzert am 14. April 2007 dirigierte er anlässlich des Jubiläums "50 Jahre Militärmusik Tirol" ein 107 Mann starkes Blasorchester, bestehend aus den damals dienenden Militärmusikern sowie ehemaligen Musikern der Militärmusik Tirol.